# Млада България (списание)
Вижте пояснителната страница за други значения на Млада България.
„Млада България“ е българско списание, издавано в София през 1932 – 1940 година.
Около него се формира влиятелен профашистки интелектуален кръг. Главен редактор на списанието е Стефан Попов, чиято критика на либерализма и подкрепа за фашистките социални реформи оказва силно влияние върху държавната доктрина на авторитарния режим след средата на 30-те години.